# 프리엘라과
프리엘라과(Fryeellaceae)는 진정홍조강 분홍치목에 속하는 홍조류과의 하나이다. 4속 4종으로 이루어져 있다.

## 하위 속
- Fryeella
  - F. gardneri
- Hymenocladiopsis
  - H. prolifera
- Minium
  - M. parvum
- Pseudohalopeltis
  - P. tasmanensis